# Jantine van der Vlist
Jantine van der Vlist (Wageningen, 30 oktober 1985) is een Nederlands voormalig beachvolleybalster.

## Carrière
Van der Vlist begon haar volleybalcarrière in de zaal in 1997 bij Scylla  in de tweede divisie. Vanaf seizoen 2004/05 speelde ze voor eerstedivisionist Armixtos Amsterdam, voordat ze haar eredivisiedebuut maakte bij Alterno in Apeldoorn. In 2007 maakte ze de overstap naar AMVJ in Amstelveen. Met die club werd ze tweemaal tweede in de Eredivisie.
Haar eerste stappen in het beachvolleybal zette Van der Vlist in 2008 tijdens de Marseille Open, waar ze samen met Roos van der Hoeven aan mee deed. Tijdens de Europese kampioenschappen in 2010 lag het duo er na de voorronde uit. Datzelfde gebeurt een jaar later bij de Wereldkampioenschappen in Rome. Na het grandslam-toernooi in Stare Jablonki stopte hun samenwerking. Met Merel Mooren strandde Van der Vlist bij de Europese kampioenschappen in Kristiansand in de achtste finale. In 2013 speelde ze samen met Marloes Wesselink.
Bij de Wereldkampioenschappen in Stare Jablonki kwamen beide speelsters niet door de voorronde, maar bij de Europese Kampioenschappen van 2013 in Klagenfurt schopten ze het tot de kwartfinales. Vanaf 2015 vormde Van der Vlist een duo met eerder gestopte Sophie van Gestel. Op de Wereldkampioenschappen in eigen land overleven de dames de voorrondes, maar het toernooi eindigde in de zestiende finales. Op de Europese kampioenschappen in Klagenfurt in datzelfde jaar deed Van der Vlist vanwege een blessure van Van Gestel mee met haar oude partner Marloes Wesselink. Ze overleven de voorronde, maar lagen er hierna meteen uit.
Het duo Van Gestel en Van der Vlist slaagde erin zich op het laatste nippertje via de Continental Cup te plaatsen voor de Olympische Spelen van 2016 in Rio de Janeiro. Later dat jaar maakte ze bekend de voorkeur te geven aan een maatschappelijke carrière en dus te stoppen als sportster.
Van der Vlist studeerde Bewegingswetenschappen en behaalde een Master of Science.